# Kashif (musicista)
Kashif, pseudonimo di Kashif Saleem (nato Michael Jones; New York, 26 dicembre 1956 – Playa Del Rey, 25 settembre 2016), è stato un musicista, cantautore e produttore discografico statunitense.
Assieme a Stevie Wonder, è considerato tra i pionieri dello sviluppo della musica urban per il suo caratteristico approccio tecnologico ai sintetizzatori e per l'introduzione del MIDI nelle sue produzioni.

## Biografia
Ha esordito nel 1974 come tastierista e corista per la nota band B. T. Express, con cui ha inciso il brano di successo Do It ('Til You're Satisfied), arrivato secondo nella classifica dei singoli di Billboard. In cerca di maggior visibilità, ha lasciato il gruppo nel 1978, divenendo il tastierista di Stephanie Mills. 
Nel 1981 ha rilanciato la carriera di Evelyn "Champagne" King con il singolo da lui prodotto I'm in Love, che riscuote grande successo e lo porta ad essere uno dei produttori più gettonati del nuovo sound post-disco. Inizia quindi a collaborare con artisti come Jermaine Jackson, Howard Johnson, George Benson (suo idolo), Melba Moore, Stacy Lattisaw, Meli'sa Morgan, Exposé, Freda Payne e Al Jarreau.
Nel 1983 pubblica il suo primo album Kashif, che ottiene grande seguito con i singoli I Just Gotta Have You (Lover Turn Me On), Stone Love, Help Yourself to My Love, Say Something Love e il pezzo instrumentale The Mood, candidato ai Grammy Awards. Nel 1984 lancia il suo secondo album Send Me Your Love, che lo porta a guadagnare un'altra candidatura ai suddetti Grammy con il brano Edgartown Groove feat. Al Jarreau.
Nel 1985 collabora con l'allora esordiente Whitney Houston: produce il suo singolo di debutto You Give Good Love, che arriva al numero 3 in classifica, e inoltre contribuisce vocalmente alla realizzazione di un altro brano della cantante, Thinking About You. Entrambi sono inclusi nell'album di debutto Whitney Houston, best-seller da oltre 30 milioni di copie vendute. Tornerà a produrre per la Houston anche nel 1987 nell'album Whitney, con la canzone Where You Are. Sempre nel 1985 lavora con Kenny G, anch'esso debuttante in quel periodo: risultato, il singolo Love on the Rise, di grande successo.
Nel 1987 arriva all'apice della sua carriera con duetti di grande successo: prima con Dionne Warwick in Reservations for Two e in seguito con la già citata Meli'sa Morgan in Love Changes, che darà nome al suo quarto album di inediti. Negli anni a venire continuerà a produrre per altri artisti nel campo R&B, tra cui The Stylistics e George Duke. Nel 2004 è entrato nella R&B Hall of Fame come leggenda vivente.
Muore per cause sconosciute all'età di 59 anni il 25 settembre 2016.

## Discografia
- 1983 - Kashif
- 1984 - Send Me Your Love
- 1985 - Condition of the Heart
- 1987 - Love Changes
- 1989 - Kashif
- 1998 - Who Loves You?
- 2004 - Music from My Mind